# Edgar Quesada
Edgar Quesada   (Heredia, 16 d'agost de 1931 - Tibás Canton, 9 de setembre de 1991) fou un futbolista costa-riqueny de la dècada de 1950.
Fou internacional amb la selecció de Costa Rica entre 1951 i 1963. Pel que fa a clubs, destacà a Club Sport Herediano, on també fou entrenador entre 1971 i 1972.